# John Helliwell
John Anthony Helliwell (Todmorden, 15 februari 1945) is een Brits klarinettist en saxofonist, voornamelijk bekend vanwege zijn lidmaatschap van de muziekgroep Supertramp. Keith Emerson werd net iets eerder in hetzelfde dorp geboren.
Zijn ouders waren amateurmusici en lieten hem piano en blokfluit spelen, zonder enig succes. John vond de collectie jazzplaten interessanter. Hij werd toen gewezen op de klarinet.
Op vijftienjarige leeftijd ging hij klarinet spelen in het plaatselijke symfonieorkest, tevens richtte hij zijn eigen bandje op Todmorden Grammar School 5 (TGS5). Hij heeft dan inmiddels een altsaxofoon gekocht. In 1963 verhuisde hij naar Birmingham om te gaan werken bij (dan) 's lands grootste computerbedrijf ICL in plaats van te gaan studeren aan het Royal College of Music Manchester. Birmingham had toen wel een hevige muziekbeweging (Traffic, Moody Blues en Electric Light Orchestra komen uit Birmingham). Een jaar later zat hij in bandje The Dicemen. De echte “beroepsstart” op muzikaal gebied was zijn toetreden tot The Alan Bown Set in februari 1966, dan nog onder de naam John Anthony. De andere musici kwamen uit The John Berry Seven. In 1968 kwamen die met hun album Outward Bown, Toyland en Storybook bij MGM. Eind dat jaar verscheen "We can help you". Op het album The Alan Bown! was John ook van de partij.
In januari 1970 kreeg Supertramp haar naam, maar Helliwell was daar nog niet bij betrokken. Alleen Rick Davies en Roger Hodgson van de bekende samenstelling zijn al lid. Helliwell zag bij The Alan Bown! Jess Roden vertrekken en vervangen worden door Robert Palmer, die weer plaatsmaakte voor Gordon Neville. Stretching out verscheen in juli 1971; het was het laatste officiële album van The Alan Bown Set. Bassist Andy Brown verlaat The Alan Bown Set en werd vervangen door Dougie Thomson. Aan het einde van The Alan Bown! ging Helliwell spelen op Amerikaanse luchtmachtbases in Duitsland, maar keerde daarvan al vrij snel terug.
In februari 1973 solliciteerde Thomson bij het toenmalige Supertramp vanwege het vertrek van Frank Farrell. Hij stapte nog niet over, maar vlak daarna werd hij door Davies en Hodgson gevraagd. In september 1973 waagde Helliwell een poging bij Supertramp, alhoewel hij officieel nooit gevraagd is. In februari 1974 gaat de band de Trident Studio in om met producent Ken Scott Crime of the Century op te nemen. In juni zijn de opnamen klaar. Supertramp ging op tournee in het Verenigd Koninkrijk (januari-maart 1975) en de Verenigde Staten/Canada (april-augustus 1975). Een afsluitend concert werd gegeven in Reading. De Britse tournee zorgde voor een doorbraak, de Amerikaanse niet. Al in oktober 1975 gaat Supertramp de studio in voor Second Offensive, later omgedoopt tot Crisis? What Crisis?. Plaats van handeling is dan toch al Los Angeles in de VS. Het album werd gepromoot in het VK, de VS/Canada en Europa. Op 12 januari 1976 stond de band in het Concertgebouw in Amsterdam, alvorens verder de wereld rond te trekken met optredens in Japan, Australië en Nieuw-Zeeland. Ondertussen speelde Helliwell nog op het album Bad reputation van Thin Lizzy.
Even in the Quietest Moments... bracht een wereldtournee op gang met hondervijftig optredens over de gehele wereld. Supertramp verhuisde naar de VS, vandaar Breakfast in America. Het succesverhaal van Supertramp liet weinig muzikale uitstapjes toe, maar Helliwell speelde mee op Chris de Burghs album Eastern wind in 1980. In 1981 volgde een klein uitstapje naar Ali Thomsons Deception is an art. Successen voor Supertramp zijn blijvend; in 1983 zei Hodgson de band vaarwel met het album Famous Last Words en de bijbehorende tournee. Davies zet Supertramp door met het album Brother Where You Bound. Na Free As a Bird komt Supertramp tot stilstand.
Helliwell verzorgde in 1987 nog een bijdrage aan Pink Floyds A Momentary Lapse of Reason ("Terminal frost"). In 1996 toerde hij met Hodgson, dat werd opgevolgd door livealbum Rites of passage. Later dat jaar gaat ook Supertramp weer op tournee. Helliwell was net weer begonnen aan die studie aan het Royal College of Music Manchester, maar vond live spelen leuker. Daarna werd het weer stil, maar in 2002 volgde Slow motion met bijbehorende tournee. Opnieuw werd het stil. Vanaf dan is Helliwell opa en speelde hij met onder andere Alan Simon. Vervolgens in 2004 werd Crème Anglaise met Mike Hart opgericht met en voor jazzmuziek. Hart speelde sinds Free As a Bird in Supertramp. Ook speelde Helliwell in Sax Assault. In 2010 was er een nieuwe wereldtournee van Supertramp zonder dat daar een studioalbum aan voorafging. In 2012 leverde Helliwell een bijdrage aan het album 'Paintings in Minor Lila' van de Nederlandse pianist Egbert Derix. Hallowell en Derix tourden in 2011, 2012, en 2013 door Nederland en België met het Helliwell/Derix Quintet met gastvocalisten Iain Matthews & Joosje Jochems. Het optreden in 2012 in het Beauforthuis werd door de VPRO-radio uitgezonden.
- Bibliothèque nationale de France: cb14044641r (data)
- International Standard Name Identifier: 0000 0000 0124 7786
- MusicBrainz: 5dfc4ce9-2405-43c4-8480-9e73451d47e7
- Nationale Bibliotheek van Tsjechië: xx0173217
- Istituto Centrale per il Catalogo Unico: DDSV071659
- Virtual International Authority File: 64207696